# Levanevske, Kobeleakî
Levanevske (în ucraineană Леваневське) este un sat în comuna Brodșciîna din raionul Kobeleakî, regiunea Poltava, Ucraina.

## Demografie
Componența lingvistică a localității Levanevske
     Ucraineană (100%)
Conform recensământului din 2001, toată populația localității Levanevske era vorbitoare de ucraineană (100%).